# Електротепловоз

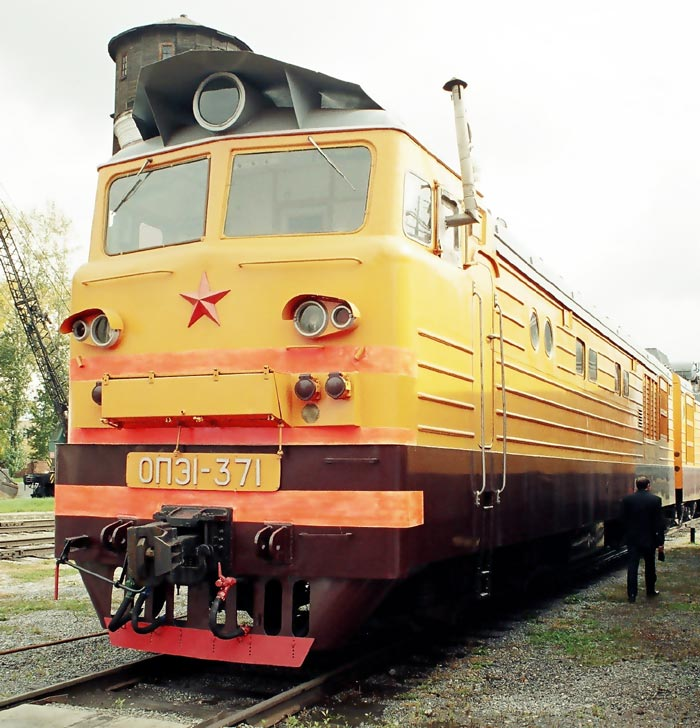
Тяговий агрегат ОПЕ1

Електротепловоз, або теплоелектровоз — локомотив, який може працювати в режимі електровоза (отримуючи енергію від контактного дроту) або в режимі тепловоза (коли джерелом енергії є дизельний двигун). Не слід плутати такі локомотиви з тепловозами з електричною передачею, які раніше могли називатися «електродизельлокомотив», «дизель-електровоз», а також з електровозами.
У СРСР застосовувалися на залізницях вузької колії (ЕД-16, ЕД-18, ТЕУ-1) і широкої колії під час розробки кар'єрів (тягові агрегати ОПЕ1, ОПЕ2, НП1, ПЕ2(М), EL20).
Станом на початок 21-го століття використовуються в ПАР (серія Dual-Mode Locomotive Class 38), США (DM 30 AC для Long Island Rail Road LIRR, P32-AC-DM для Metro-North Railroad) та в інших країнах.